# Mayrornis
Mayrornis – rodzaj ptaków z rodziny monarek (Monarchidae).

## Zasięg występowania
Rodzaj obejmuje gatunki występujące na Fidżi i wyspach Santa Cruz.

## Morfologia
Długość ciała 12–14 cm; masa ciała 9,5–14,5 g.

## Systematyka
Rodzaj zdefiniował w 1932 roku amerykański ornitolog i paleontolog Alexander Wetmore na łamach Proceedings of the Biological Society of Washington. Jako gatunek typowy Wetmore wyznaczył pacyficzkę białolicą (M. lessoni).  

### Etymologia
Mayrornis: dr Ernst Walter Mayr (1904–2005), niemiecki ornitolog i systematyk; gr. ορνις ornis, ορνιθος ornithos „ptak”.

### Podział systematyczny
Do rodzaju należą następujące gatunki:
- Mayrornis schistaceus Mayr, 1933 – pacyficzka śniada
- Mayrornis versicolor Mayr, 1933 – pacyficzka cynamonowa
- Mayrornis lessoni (G.R. Gray, 1846) – pacyficzka białolica